# Gelbrückenfahnenbarsch
Der Gelbrückenfahnenbarsch (Mirolabrichthys evansi, Syn.: Anthias evansi, Pseudanthias evansi), auch Gelbschwanzfahnenbarsch genannt, ist ein Meeresfisch, der in Korallenriffen im Indischen Ozean vorkommt. Das Verbreitungsgebiet reicht von der Küste Ostafrikas im Westen bis zur Andamanensee, der Weihnachtsinsel und Sumatra im Osten. An der Küste Ostafrikas reicht es südlich bis zur Sodwana-Bucht in der südafrikanischen Provinz KwaZulu-Natal. Im Indischen Ozean kommt die Art an den Inseln und Inselgruppen Seychellen, Malediven, Réunion, Mauritius, Rodrigues und dem Chagos-Archipel vor. Im Roten Meer fehlt die Art.

## Merkmale
Der Gelbrückenfahnenbarsch erreicht eine Länge von 9 bis 12 cm und ist aufgrund der Färbung, dem zugespitzten Kopf, den kurzen Brustflossen, den langen Bauchflossen und der halbmondförmigen Schwanzflosse unverwechselbar. Kopf und Körper sind pink bis malvenfarben. Der Rücken, die Rückenflosse und die äußeren Bereiche der Schwanzflosse sind gelb. Brustflossen und Afterflosse sind weißlich. Die Bauchflossen sind violett. Ein schmaler gelber Streifen verläuft von der Spitze des Oberkiefers über die Augen bis zum oberen Ende der Brustflossenbasis. Bei den Männchen ist der malvenfarbene Bereich dicht mit kleinen gelben Punkten gemustert. Bei den Weibchen ist diese Musterung nur spärlich oder fehlt ganz.
Die Fische sind lang gestreckt. Die Körperlänge liegt beim 3 bis 3,4-fachen der Körperhöhe. Der Kopf ist klein und zugespitzt. Das Kopfprofil ist gerade oder leicht konvex. Die Kopflänge ist 3,3 bis 3,7-mal in der Standardlänge enthalten. Das Maul steht schräg. Die Oberlippe ausgewachsener Individuen ist an der Spitze geschwollen. Der Unterkiefer ist kürzer als der Oberkiefer. Die Maxillare reicht bis zum Hinterrand der Augen. Die Kiefer sind mit kleinen, schlanken und konischen Zähnen und wenigen größeren Fangzähnen besetzt. Der Gaumen ist ebenfalls bezahnt. Während sich auf dem Palatinum 2 oder 3 Reihen kleiner, konischer Zähne befinden, sind es auf dem Vomer nur wenige winzige Zähne. Der senkrechte Ast des Präoperculums ist gesägt mit 22 bis 26 Zacken, der am Winkel ist in der Regel vergrößert. Der untere Ast ist in den meisten Fällen glatt. Die Schwanzflosse ist halbmondförmig mit lang ausgezogenen Loben. Ihre Länge liegt bei 33 bis 47 % der Standardlänge, wobei die Schwanzflosse der Weibchen kürzer ist als die der Männchen. Bei den Männchen kann der obere Lobus etwas länger sein als der untere und doppelt so lang sein wie der Kopf.
- Flossenformel: Dorsale X–XI/16–18; Anale III/8–9, Pectorale 16–18, Ventrale I/5.
- Schuppenformel: SL 47–50.
- Wirbel: 10+16 oder 10+15
- Kiemenreusenstrahlen: 9–11 + 22–26.
- Branchiostegalstrahlen 7.

## Lebensweise und Gefährdung
Der Gelbrückenfahnenbarsch lebt in großen Schwärmen an meerseitig gelegenen Korallenstöcken in größeren Lagunen und an Außenriffen in Tiefen von vier bis 30 Metern und ernährt sich von Zooplankton. Aufgrund der Häufigkeit der Art und ihrer weiten Verbreitung gilt sie als ungefährdet.

## Belege
1. ↑  
Anthony C. Gill. (2022). Revised definitions of the anthiadine fish genera Mirolabrichthys Herre and Nemanthias Smith, with description of a new genus (Teleostei: Serranidae). Zootaxa, 5092(1), 41–66. doi:10.11646/zootaxa.5092.1.2
2. 1 2 3 4  
Phillip C. Heemstra u. K.V. Akhilesh: Review of the anthiine fish genus Pseudanthias (Perciformes: Serranidae) of the western Indian Ocean, with description of a new species and a key to the species. aqua, International Journal of Ichthyology, Band 18, Nr. 3, Juli 2012, PDF, S. 156–158.
3. ↑  
Gelbrückenfahnenbarsch auf Fishbase.org (englisch)
4. ↑  
Pseudanthias evansi in der Roten Liste gefährdeter Arten der IUCN 2018. Eingestellt von: Smith-Vaniz, W.F., Carpenter, K.E., Borsa, P., Jiddawi, N., Obota, C. & Yahya, S., 2017. Abgerufen am 29. Januar 2021.